# Hans Krüger (Polarforscher)

Hans Krüger ca. 1925

Hans Kurt Erich Krüger (* 24. Juni 1886 in Lissa; † 1930 bei Ellesmere Island oder Axel Heiberg Island) war ein deutscher Geologe und Polarforscher.

## Leben
Hans Krüger wurde 1886 als Sohn des Fabrikdirektors Emil Krüger und dessen Frau Olga in Lissa bei Posen geboren. Er besuchte die Volksschule in Lauchhammer und Bautzen und das Gymnasium in Bautzen, Nürnberg, Augsburg, Hörde, Dortmund und Neustadt an der Haardt, wo er 1905 die Reifeprüfung ablegte.
Nach dem Studium der Rechtswissenschaft an den Universitäten Jena und Göttingen reiste Krüger nach Deutsch-Südwestafrika, wo er unter anderem ein Wildreservat verwaltete und sich als Goldsucher in der Kalahari und der Namib versuchte. Er lernte Herbert Schröder-Stranz kennen und bereitete sich darauf vor, 1913 an dessen Deutscher Arktischer Expedition durch die Nordostpassage teilzunehmen. Nach der 1912 tragisch verlaufenen Vorexpedition nach Spitzbergen fand die Hauptexpedition aber nicht mehr statt. Im Ersten Weltkrieg diente Krüger zunächst in der Schutztruppe für Deutsch-Südwestafrika, ehe er als Anführer einer burischen Partisaneneinheit gegen die britischen Truppen kämpfte. Er wurde gefangen genommen und zum Tode verurteilt, konnte fliehen, wurde wieder eingefangen und schließlich begnadigt.
Nach dem Krieg blieb Krüger in Südwestafrika und arbeitete zuletzt als Manager der Vanadiummine Bobos bei Tsumeb für das Otavi Exploration Syndicate of London. 1923 kehrte er nach Deutschland zurück, wo er an der Technischen Hochschule Darmstadt Vorlesungen in Geologie besuchte und im Sommer 1924 als Assistent am Geologischen und Mineralogischen Institut angestellt wurde. Er plante eine Arktis-Expedition, um durch geologische Untersuchungen und Lotungen zu beweisen, dass es nördlich der kanadischen arktischen Inselgebiete kein Land mehr gäbe. Beeinflusst vom kanadischen Polarforscher und Ernährungswissenschaftler Vilhjálmur Stefánsson, mit dem er korrespondierte, wollte er dabei vorwiegend von der Jagd leben und auf die Mitnahme von Lebensmitteln weitgehend verzichten. Mit Fritz Klute unternahm er 1925 eine Vorexpedition nach Westgrönland, die Erste Hessische Grönlandexpedition, um Arktiserfahrungen zu sammeln. Anschließend promovierte er mit einer Arbeit über die Geologie der Diskobucht.
Die Hauptexpedition, die Zweite Hessische Grönlandexpedition, begann 1929, anfangs noch unter der Leitung von Krüger, nach seinem Verschwinden übernahm Hans Nieland die Expeditionsleitung. Nach einer Überwinterung in Neqi am Robertson-Fjord in Nordwestgrönland brach Krüger am 19. März 1930 gemeinsam mit dem dänischen Übersetzer Åge Rose Bjare, dem Inuit-Führer Akqioq, der schon an Knud Rasmussens 5. Thule-Expedition teilgenommen hatte, und fünfzehn Schlittenhunden von der Halbinsel Bache auf Ellesmere Island nach Westen auf. Ein Versorgungsteam begleitete sie noch bis zum Eureka Sound und kehrte dann um. Die Expedition ist seitdem verschollen. Die Royal Canadian Mounted Police, die auf der Bache-Halbinsel einen Posten unterhielt, startete im Frühjahr 1931 die erste Suchexpedition, der 1932 eine weitere mit acht Teams und insgesamt 124 Schlittenhunden folgte. Letztlich blieben aber alle von Kanada und Dänemark in Auftrag gegebenen Suchexpeditionen ohne Erfolg. Bis 1957 wurden drei schriftliche Nachrichten Krügers gefunden. Demnach wandte sich die Expedition zunächst nach Norden entlang der Ost- und dann nach Westen entlang der Nordküste von Axel Heiberg Island und erreichte am 5. Mai 1930 Meighen Island. Die dort gefundene Nachricht gibt als nächstes Ziel Amund Ringnes Island an. Danach verlor sich zunächst jede Spur. Erst 1999 wurden in der Nähe des Südwestkaps von Axel Heiberg Island die Reste einer Holzkiste mit Gesteinsproben und Gegenständen gefunden, die Krüger zuzuordnen sind. Darunter befanden sich ein Theodolit der Hildebrandt-Wichmann-Werke in Freiberg, ein Taschenkompass, ein schwerer Benzinkanister, eine ungeöffnete Konservendose, eine emaillierte Tasse und ein Teller. In der Nähe fand man ein Stück Unterwäsche mit einem deutschen Markenschild. Es wird vermutet, dass an diesem Punkt bereits ein Expeditionsmitglied gestorben war und schwere und nicht benötigte Gegenstände hier deponiert wurden, um den Schlitten zu entlasten.

## Ehrung
Eine Insel im Nansen Sound, gegenüber von Kap Stallsworthy, wo eine Nachricht Krügers gefunden worden ist, trägt heute den Namen Krueger Island (81° 34′ N, 91° 41′ W). Ein Fluss auf Meighen Island heißt Krueger River.

## Schriften
- Fritz Klute, Hans Krüger: Die Hessische Grönlandexpedition 1925. In: Petermanns Mitteilungen. Band 72, 1926, S. 105–111.
- Hans Krüger: Zur Geologie von Westgrönland, besonders der Umgebung der Disko-Bucht und des Umanak-Fjordes. In: Meddelelser om Grønland. Band 74, 1928, S. 97–136.
- Hans Krüger: Recent Geological Research in the Arctic. In: American Journal of Science. Band 5, 1929, S. 50–62 (englisch).